# Limba protoceltică
Limba protoceltică, numită de asemenea și celtica comună, este o limbă ipotetică reconstruită, de la care au provenit toate limbile celtice cunoscute. Lexicul său poate fi reconstruit cu mare încredere pe baza metodei comparative specifică lingvisticii istorice. Celtica comună este una din ramurile de vest a familiei de limbi Indo-europene, împreună cu altele, cum ar fi grupurile de limbi slave, germanice și cele italice. Relația dintre aceste ramuri se află încă sub discuție. Primele culturi arheologice care ar putea fi considerate ca protoceltice fac parte din Epoca Târzie a Bronzului, și anume Cultura Câmpurilor de Urne din Europa Centrală a ultimului sfert din mileniul al II-lea î.Hr. În Epoca Fierului purtătorii culturii Hallstatt din anii 800 î.Hr. au devenit celți pe deplin.